# Frédéric-Victor Vignon
Pour les articles homonymes, voir Vignon.
Frédéric-Victor Vignon, connu en littérature sous le nom de Vignon Rétif de La Bretonne, est un écrivain français, né à Paris le 17 août 1794 et décédé dans la même ville le 20 août 1856. Il est le petit-fils de Nicolas Edme Restif de La Bretonne.

## Biographie
Né à Paris le 17 août 1794, Frédéric-Victor Vignon est le fils d'Agnès Rétif (1761-1812), fille aînée de Nicolas Edme Restif de La Bretonne et d'Agnès Lebègue (1738-1808), et de Louis-Claude-Victor Vignon, employé à la Préfecture de police sous le Consulat, l'Empire et la Restauration. Divorcée de son premier époux, Charles-Marie Augé, le 11 janvier précédent, et installée chez Louis Vignon, le 7 février, Agnès Rétif épouse celui-ci le 10 novembre 1798, régularisant ainsi une liaison qui remonte à février 1793,.
Ancien élève du petit-séminaire de l'abbé Liautard, Frédéric-Victor entre d'abord à la Préfecture de police ; il est nommé, le 15 avril 1817, secrétaire-inspecteur de 1re classe dans le commissariat du quartier des Champs-Élysées, avec un salaire de 1 400 francs. En 1819, il entre dans la carrière littéraire, publiant sous le nom de « Vignon Rétif de La Bretonne » des romans populaires, mais sans succès,. Le 17 juillet 1824 paraît ainsi Og, parodie du romantisme frénétique, et en premier lieu de Han d'Islande, de Victor Hugo, et de Jean Sbogar, de Charles Nodier,,,. Un jour de 1828, désespéré pour une raison indéterminée, il brûle ses manuscrits et abandonne la littérature, ne publiant plus jusqu'en 1854.
Le 27 septembre 1836, le journal La Presse publie la protestation qu'il lui a adressée, à la suite de la parution, dans le no 57 du 4 septembre, d'un article calomnieux de Samuel-Henri Berthoud sur les dernières années de son grand-père.
Dans une lettre datée du 17 septembre 1839, il se présente comme « homme de lettres, membre de l'Université de France, secrétaire du commissaire de police du Ier arr[ondissemen]t de Paris (quartier des Champs-Élysées), etc. ». En effet, après avoir donné des leçons particulières, il a demandé à la Commission de l'Instruction publique l'autorisation de fonder un pensionnat.
Marié à Marie-Félicité-Joséphine Limouzin (morte avant 1843), il a deux filles :
- Louise-Félicité-Victorine, née le 21 juillet 1817, a deux fils, Jean-Charles-Antoine Rieffler, mort en très bas âge le 27 décembre 1852, et Tony Henri Rieffler, né le 6 février 1854 ;
- Jeanne-Antoinette-Félicité épouse André-Eugène Chaisemartin, commis négociant né vers 1812 à Saint-Priest-Taurion (Haute-Vienne), avec lequel elle a deux enfants[13]. Leur fille épouse par contrat du 5 septembre 1860 l'archiviste-paléographe Alfred Jacobs (1827-1889) docteur es-lettres, homme de lettres puis à la mairie du 2e arrondissement de Paris. le 10 septembre 1860.

Vers la fin de sa vie, il a une liaison avec Marie-Adèle Combe, qui lui donne également un fils, Paul-Victor-Adrien, né en mai 1856, et une fille, Marie-Irène-Adolphine-Victorine Vignon Rétif de la Bretonne, née le 11 juin 1853 à Paris.
Il meurt dans une maison de santé de la rue Saint-Denis, à Paris, le 20 août 1856.

## Œuvres
- La Fille de la fille d'honneur, ou la Famille Palvoisin, Paris, Locard et Davi, 1819, 2 volumes.
- Le Paria français, ou le Manuscrit révélateur, Paris, Chez G. C. Hubert, 1822, 3 volumes.
- Paul et Toinon, ou l'Héroïne du coin de la rue, Paris, Mme C. Defrêne, 1822, 2 volumes.
- Colin Gauthier, ou le Nouveau paysan perverti, Paris, Locard et Davi, 1824, 3 volumes.
- Og, Paris, Chez Hubert, et tous les libraires du Palais-Royal ; Locard et Davi, et au Salon littéraire, 1824, 215 pages.
- Les Nouvelles nuits de Paris, ou le Petit Spectateur nocturne, série d'articles de mœurs publiée dans le Panorama littéraire de Jean-Baptiste Gouriet et Saint-Edme, 1824-1825.
- Lettre écrite des Champs-Élysées par Charles X, roi de Suède, à Charles X, roi de France, sur les Noirs, les Grecs et les Turcs ; traduite en vers français, Paris, les marchands de nouveautés, 1825.

### Traduction
- Poésies latines de Rosvith, religieuse saxonne du Xe siècle, avec une traduction libre en vers français, Paris, Imprimerie et librairie centrales de Napoléon Chaix et Cie, 1854 (lire en ligne).